# Derdák András
Derdák András (Budapest, 1972. január 11. –) művelődésszervező, kultúraközvetítő, a rendszerváltáskor alapított Banán Klub vezetője 13 éven át, 2002–2004 között a Millenáris Park művészeti igazgatója, 2006–2010 a Párizsi Magyar Intézet igazgatója, 2011-től a Sziget Fesztivál franciaországi képviselője, a Szeretem Magyarországot Klub tagja, a Gödör Klubért Kulturális Egyesület és Csillaghegyi Evangélikus Gyülekezet- és Templomépítő Alapítvány egyik alapítója, a magyarországi underground jegyzett tagja. 2005-ben édesanyja iránti tiszteletből felvette a nevét, azóta hivatalosan Ecsedi-Derdák András. Jelenleg a dél-franciaországi Montpellier-ben él.
„Egy művelődésszervezőnek az a dolga, hogy kapocs legyen a közönség és a produkciók között. El kell érjük azokat az embereket is, akik nem járnak sehova, csak otthon ülnek. Alkotások születnek, közönség van. Nekünk a megfelelő eszközöket kell megtalálni a megszólításukhoz.”

## Család, gyermekkor, iskolái
Nála 11 évvel idősebb bátyja, Derdák Tibor szociológus-tanár, a Dr. Ambédkar Gimnázium egyik alapítója, igazgatója. A sporttagozatos általános iskola mellett 3 évig versenyszerűen vívott, majd 6 éven át versenyszerűen sízett, és szintén 6 éven át lovagolt. 1993-ban járt a Századvég Politikai Iskolába, 1995–1998 között a Janus Pannonius Tudományegyetem Művelődésszervező Szakára (főiskolai diploma 2000), 2000–2003. között a Pécsi Tudományegyetem Felnőttképzési és Emberi Erőforrásfejlesztési Intézet művelődés manager szakát végezte el, 2007-ban diplomázott.
2019-től az ELTE Szociológiai intézetének doktorandusza.

## Rendszerváltás,[11]politikai szerepvállalás
1988-ban, másodéves gimnazista korában konfrontálódott először a hatalommal, amikor a Dózsa György Gimnázium iskola-rádiójában, szerkesztő-társával Galambos Péterrel ellenzéki, úgynevezett Duna-körös tüntetésre invitálták a diákokat. Az iskola párttitkára kizavarta őket a rádió stúdiójából, az incidenst – lélekjelenlétüknek köszönhetően – az egész iskola hallhatta.
Derdák 1989-től tagja lett a Fidesznek, amelynek óbudai csoportjában kezdett tevékenykedni. A gimnáziumnál jobban érdekelte a plakátragasztás, szervezés és szervezkedés. A rendszerváltás egyik legfontosabb aktusa, a köztársaság kikiáltása a Parlament előtt érte, ahol Magyar Narancsot és Fidesz jelvényt osztogatott. 1990-ben, az érettségi és az első parlamenti választások évében, amikor a Fidesz minden várakozáson felül „túlnyerte” magát, Derdák András a város legfiatalabb önkormányzati képviselője lett az újonnan megalakult III. kerületi óbudai Önkormányzatban, ahol a Szociális és a Költségvetési Bizottságok tagjaként dolgozott, majd később frakcióvezetővé is választották. A testület őt delegálta budapesti küldöttnek, így lett tagja a Fővárosi Önkormányzat képviselő-testületének is.
1990-ben az óbudai Fidesz csoport az egykori csillaghegyi pártházba költözött, amelyet először csak mint pártházat használtak, majd az akkor kibontakozott ún. Narancs-Klub hálózat mintájára kulturális központtá akartak tenni. Ez meg is történt, így született a később legendássá vált Banán Klub. Derdák 1993-ban Vargabetű néven Békásmegyeren is szervezett egy a Banán Klubhoz hasonló intézményt. A békásmegyeri Szociális Ifjúsági Alapítvány alapítója, 1994 és 1999 között kuratóriumának elnöke.
A Fidesz szakadásakor csaknem a teljes óbudai csoporttal együtt kilépett a pártból, s attól kezdve Független Liberális Frakció néven folytatták tevékenységüket. Derdák 1994-ig töltötte be az önkormányzati és a fővárosi képviselői tisztségeit.

## Banán klub[16]
A ház (Mátyás Király út 13-15., III. kerület, 1039 Budapest, ma már Csillaghegyi Közösségi Ház) története önmagában is érdekes: az 1930–40-es években legényegylet és hentesbolt működött itt, az ’50-es, ’60-as, ’70-es években pártház és könyvtár, a rendszerváltás idején meglehetősen leharcolt állapotú épület volt. A Banán Klubot a Fidesz csoport alapította, pártházként működött. A ’93-as kilépés után alakították meg a Csillaghegyi Kulturális Egyesületet, amelynek Derdák András lett az elnöke. Mint a művelődési ház egyik motorját, aki az alternatív kulturális szcénában egyre nagyobb jártasságot szerzett, rövid időn belül megválasztották a hely vezetőjének is, az 1994-es hivatalos megnyitót már ő celebrálta..
A Banán saját fesztiváljai vitték a klub hírét. Köztük a Szárnyak Fesztivál (nyolc alkalommal), az archetípusokra épülő Tűz-Víz-Levegő-Föld Fesztivál, a karácsonyi Férfi-Nő Fesztivál, a Zene Ünnepe, amelynek sokáig a Banán Klub volt az egyik legkiemelkedőbb magyarországi helyszíne, vagy a Banán kereteit gyorsan kinövő Menekülés a rövidfilmbe fesztivál, hazai és nemzetközi résztvevőkkel. Film, zene, színház, tánc, komolyzene, jazz és fotó, színvonalas rock-koncertek, kiállítások, gyermekfoglalkozások, kávéházi beszélgetések közéleti szereplőkkel, vitaestek, performanszok váltották egymást a Ház színpadán. A Banán Klub Budapest külterületén mintegy tizenhárom éves fennállása idején helyi kezdeményezésből fővárosi, majd néhány éven belül országos ismertségű és elismertségű hellyé fejlődött. 1999-ben a Magyar Narancs szokásos évi szavazásán elnyerte „Az ország legjobb klubja” címet. A hely legnagyobb eredményének az tekinthető, hogy nyitott működésével teret adott a fiatalos alkotókedvnek, és sikeresen lavírozott a magas és populáris kultúra között. Derdák egyedülálló demokratikus vezetési módszerrel hagyta érvényesülni a Klub dolgozóit. A brain-storming jelleggel kitalált ötletekből a megvalósíthatónak ítélt elképzeléseket egy 4-5 főből stáb valósította meg.
A Sziget Fesztivállal – amelytől mindössze négy hévmegállónyira volt a klub – a kezdetektől jó kapcsolat alakult ki. 1993–2001 között Derdák András kilenc alkalommal vett részt a fesztivál szervezésében és lebonyolításában, a Jazz Színpadot ez idő alatt a Banán Klub szervezte. De a Banán volt egy darabig a hivatalos kiadója a Sziget Sun Online-nak, innen startolt el például a Sziget első élő közvetítése. Ráadásul, mivel a III. kerület akkori polgármestere, Tarlós István, számtalanszor támadta a rendezvényt, szükség esetén az óbudai illetőségű Banán Klub próbált közvetíteni a felek között: Derdák jó kapcsolatot ápolt mind a kerület polgármesterével, mind Demszky Gábor főpolgármesterrel.
Egy idő után a Banán már nemzetközi pályázatokon is nyert. A legfontosabb francia kapcsolatokra épülő programsorozatnak, az „EuroConnections”-nek 1996-tól 1998-ig Derdák lett a főszervezője. Rendszeresen, évi 5-10 tanulmányutat, konferenciát szervezett több franciaországi egyesülettel közösen. Franciaországi kulturális kapcsolatai nyomán magyar festőművészek kiállítását nyitotta meg Grenoble-ban, kollégáival részt vett kisebbségi fesztiválon Montpellier-ben, és számos francia színházi és zenei fesztiválon.
Derdák András 1990–2003 között vezette a Banán Klubot. A Banán lassú sorvadása és elhalása mögött a helyi és nagypolitika kedvezőtlen változásai, a stáb életkori és ambícióbéli változásai, egy szomszéd, valamint a helyi beágyazottság hiányosságai álltak. A Banán felvette a Csillaghegyi Közösségi Ház nevet és a családi, valamint a gyermekprogramok vették át a főszerepet. 2011-ben a III. kerület beolvasztotta egyéb intézményei közé.
2003-ig Derdák András közel 4000 (10-től 35 000 fős) rendezvény szervezésében vállalt vezető szerepet a Banán Klub, a Francia Intézet, a Sziget Fesztivál (akkor még Pepsi Sziget), a Trafó, a Puskin Mozi és egyéb intézmények keretében.

## Egyéb tevékenységek
Nemzetközi képviselet: 1990–2002 között Derdák számos szakmai kiküldetésen járt külföldön. Részt vett Strasbourgban az ifjúsági Európa–parlamentben az Emberi Jogok Nyilatkozatának újraszövegezésén. Vezetett ifjúsági delegációt Moszkvába és a franciaországi Clermont Ferrand-ba. Párizsban a lakásgazdálkodást, Amszterdamban az önkormányzati választásokat figyelte meg.
1999-ben az Európa Tanács 50. születésnapi évfordulóját megünneplő fesztivál főszervezője. 2001-ben pályázott a Petőfi Csarnok igazgatói posztjára, nem nyert. 2002-től a Kultúraközvetítők Társaságának (országos szakmai szervezet) elnökségi tagjává választották. Egy évig a Budapesti Tanítóképző Főiskola gyakorlatvezető tanára. 2002-ben a Soros Alapítvány és a Fővárosi Önkormányzat kulturális szakértője. Témái: ZsinAgóra létrehozása (az óbudai zsinagóga kultuszhellyé való átalakítását célzó projekt vezetője); a Közraktár-project (a Duna-parti raktárházak és a Nehru part revitalizációját célzó, új kulturális komplexum létrehozását előkészítő tanulmány kutatásvezetője; és a Millenáris Park választások utáni hasznosítási lehetőségeinek megtervezése. 2003-ban a Csillaghegyi Kulturális Központ Kht. felügyelő bizottságának és a Szabadtér Színház felügyelő bizottságának elnöke lett.
Pajer Kristóf felkérésére 2020 májusától alapítója és rendszeres szereplője az Árnyék podcast-nak, amelyben külföldön élő magyarok beszélik meg kéthetente a közélet és a politika néhány érdekes aktualitását.
A 2024-es Európai Parlamenti választásokon a Magyar Kétfarkú Kutya Párt felkérésére 6. helye szerepel az MKKP listáján.

## Millenáris Park
„Fontos feladat, hogy mindig rávedd magad arra, hogy úgy menj be az intézményedbe, mintha először tennéd, idegenként.”
2002-ben a Millenáris Kht. ügyvezető igazgatója, Mizsei Zsuzsanna felkérésére vállalta a művészeti igazgató feladatainak ellátását. Az első időszakban az Álmok álmodói című kiállítás gondozása és továbbfejlesztése mellett Derdák újjászervezte a Kht. kulturális programjait, depolitizálta és erősítette a park befogadó jellegét. A Millenáris Park az ország legnagyobb kulturális intézményévé, a magyar kultúramenedzselés egyik legsikeresebb cégévé, sok egyéb mellett a Filmszemle szakmai vetítéseinek otthonává vált. A művészeti igazgató munkáját egy körülbelül 40 fős stáb segítette, havonta 70-150 programot, 2002 és 2004 között mintegy 3000 rendezvényt bonyolítottak le a 22 000 m²-es alapterületű épületkomplexum területén. 2003-ban például 1568 programot – koncerteket, színházi előadásokat, kiállításokat, hagyományőrző kézműves gyerekfoglalkozásokat, stb. – szerveztek, nyolcadannyi ráfordításból, mint az elődeik, és a Millenáris Park közel 1 millió látogatót fogadott. „Adott volt egy ambiciózus, kreatív és eszméletlen munkabírású fiatalember, akinek volt elképzelése arról, hogy nézzen ki egy ekkora kulturális központ – és én, aki mindehhez biztosította a jogilag rendezett, gazdaságilag akkor még stabil hátteret” – emlékezik vissza Mizsei Zsuzsanna. „Kétéves munkánkkal azt akadályoztuk meg, hogy a Millenárist privatizálják és eltüntessék Budapest kulturális térképéről.” Pénz hiányában azonban a Millenáris Park felügyelete a kulturális tárcától átkerült az Informatikai és Hírközlési Minisztériumhoz, amely a kulturális misszió helyett az informatikát helyezte előtérbe. Új vezető kinevezésével előbb Mizsei Zsuzsanna összes jogosítványát vonta el, aki távozott az intézmény éléről, majd 2004 decemberében rendkívüli felmondással Derdákot is eltávolították.
2005-től a PANKKK (Program a Nemzeti Kortárs Könnyűzenei Kultúráért) program főkoordinátora lett. Derdák részt vett a később Szép Fruzsina által vezetett Magyar Könnyűzenei Exportiroda (Music Export Hungary Iroda) felállításában is. Az iroda az értékteremtő magyar könnyűzenei kultúra külföldi érvényesülését, ill. exportját segítette 6 éven át, hogy az országkép-modernizáció folyamatába a többi művészeti ággal egyenrangú műfajként vonja be a könnyűzenét, és képviselje azt a nagyvilágban.

## Párizsi Magyar Intézet
Derdák András a Párizsi Magyar Intézet (PMI) igazgatója 2006. január 1-től 2010. december 31-ig. A Fidesz Rockenbauer Zoltán művészettörténészt, korábbi kultuszminisztert látta volna szívesebben a poszton, négyszer interpellálták Bozóki Andrást, a Nemzeti Kulturális Örökség miniszterét a döntése miatt. Bozóki elmondta, hogy mindkét pályázat magas színvonalú dokumentum, Derdák az igazgatói pályázatot új, menedzsment szemléletű projektjével nyerte el. Derdák igazgatásának öt éve alatt a Párizsi Magyar Intézet külső/belső arculata, működtetésének és kultúraterjesztő szerepének alapelvei megújultak, új, korszerű, a fogadó ország kultúrájának megfelelő formát kaptak. De ahogy Derdák az SZDSZ hatalmi törekvéseivel is konfrontálódott a Millenárison, úgy az MSZP vezetésével sem indult harmonikusan az élete. A 2006-os választások után Bozókit Hiller István követte a kulturális tárca élén, aki nem bízott elődje kinevezettjeiben, a „Bozóki árvákban”. Ezért a PMI felügyeletét ellátó Ballassi Intézet adminisztrációja, de még közvetlen kollégái is – a náluk jóval fiatalabb, 34 éves – új igazgató ellen fordultak. Az előbbiek rendre elutasították a szakmai változtatásokra irányuló kéréseit, az utóbbiak hazafelé intrikáltak. Derdák azonban ezután sem a politikához, hanem a posztjához volt „lojális”. Szakmai sikerei, a magyar sajtó ingerküszöbét átütő ötletei mentették meg a kirúgástól. Másfél év után konszolidálódott a helyzet, és idővel új, ütőképes csapatot is verbuválhatott maga köré. Igazgatóságának második évében a helyi magyarok mellett a francia látogatók száma megemelkedett, 2009-re pedig a közönség kétharmada már francia volt, és nagyobb része először járt a magyar kulturális képviseleten. Személyében először választott elnökké magyar intézetigazgatót 14 ország Párizsban működő külföldi kulturális intézete a közös dzsesszfesztiváljuk élére. (Miután 2007-ben lejárt a Jazzycolors elnökségi posztját betöltő cseh kulturális intézet igazgatójának mandátuma, Derdák Andrást javasolta a koordináció és a szervezés fő motorjául.) Derdákot négyszer választották újra a kéthetes fesztivál elnöki posztjára, 2010-ben már 16 ország kívánt részt venni, s ezzel saját nemzetének fellépőjét népszerűsíteni az eseményen. Közben az igazgató eredetileg négyéves mandátumát a sikerekre való tekintettel az Oktatási és Kulturális Minisztérium egy évvel meghosszabbította. 2011 első napjaiban a francia kulturális miniszter, Frédéric Mitterrand egy fogadáson így nyilatkozott: „A Franciaországban működő közel ötven külföldi kulturális intézet közül a francia kulturális intézményekkel szorosan együttműködve tevékenykedő Párizsi Magyar Intézet az eddig legaktívabb külföldi központ a francia fővárosban.”
„A Franciaországban jelen levő több mint félszáz nemzet kultúrája között lábujjhegyre kell állni ahhoz, hogy látszódjunk. Ki kell menni a franciák közé!”

### A PMI fontosabb[51]eseményei 2006-2011 között
2006-ban, a PMI életében először, a Zene Ünnepe alkalmából a Saint Sulpice templom előtti téren magyar színpadot állítottak; ugyanebben az évben, az 1956-os forradalom 50. évfordulója alkalmából magában a híres templomban rendeztek megemlékezést. Az ’56-os forradalomban elhunyt francia fotós, Pedrazzini képeiből készült tárlat az intézettel szemközti parkban majd 2 hónapon át vonta magára az utcán sétálók figyelmét, a legszerényebb becslések szerint mintegy 10 ezer ember látta. 2007-ben már a párizsi Városháza dísztermében és a Sorbonne egyetemen ünnepelték a magyar nemzeti ünnepet, amelynek korábban kizárólag a magyar intézet adott otthont.
2009-ben a Párizsi Magyar Intézet (szakértők bevonásával) felépíttette a vasfüggöny 40 méteres darabját őrtoronnyal, a parkot kémlelő katonával, „aknamezővel”, jelzőrakétával és katonai terepjáróval. A berlini fal leomlásának 20. évfordulóján a francia Szenátus parkjában, a Luxembourg-kertben felállított közel 30 tonnás installációt 120 méternyi – a Pán-európai piknik és a magyar határnyitás fontosságát – ismertető molinóval kerítették körül. A kiállítást egy a városon végigvonuló Trabant-konvoj performansza hirdette. (Eredmény: 21.000 francia látta két hét alatt + több millió francia háztartásba eljutott a híre azáltal, hogy felkeltette az országos televíziók érdeklődését is...)
„Abban hiszek, hogy ügynökségként, producerként kell fellépni a PIACON.”
Közreműködik Bretagne legnagyobb zenei fesztiváljának magyar fellépőt bevonó koncertjében. Vieilles Chareux-ben, ahová 50 ezren váltanak napi jegyet, a Besh o droM koncertjén a színpadon lóg a hatalmas Párizsi Magyar Intézet molinó. Az ottaniak valószínűleg ott találkoztak először azzal, hogy létezik ilyen.
Az általa meghirdetett, új tehetségek felfedezésére irányuló Párizsi Zene Ünnepe pályázat 2006-ban közel 100, 2007-ben már 127 zenekart, mintegy 800 művészt ért el. A sikert látva 2008-ban 4 másik magyar kulturális intézet is csatlakozott az akcióhoz, 2009-ben már összesen 6 magyar kulturális intézet írt ki közös pályázatot, fellépési lehetőséget és helyi kapcsolatokat kínálva a tehetséges magyar zenészeknek Bécsben, Brüsszelben, Bukarestben, Párizsban, Pozsonyban és Varsóban.
Az Avignon-projekttel az Avignoni Színházi Fesztivált kívánta megismertetni a magyarokkal, illetve terepet teremteni kapcsolatépítésre a francia és a magyar színházi közélet, a szakma szereplői között. 2009-ben a Színház- és Filmművészeti Egyetemmel együttműködésben 10 dramaturg szakos hallgató utazott ki a pápai városba, 2010-ben az egyetem DLA hallgatói követhették őket. Mindkét csapat blogjai, cikkei, fotói, szakmai kritikái megjelentek hazai napilapok és szakmai online felületein is.
Magyar Nap a 210.000 fős hallgatottságú Radio Nova-n: a Tilos Rádió franciául jól beszélő DJ-jének „kikölcsönzésével” a műsorvezetők a népszerű magyar zenekarokról, Pécsről, 2010 Európa Kulturális Fővárosának rendezvényeiről és a PMI programjairól is hírt adtak.
A magyar irodalom népszerűsítése érdekében – a Petőfi Irodalmi Múzeum támogatásával – elindította a https://litteraturehongroise.fr/ oldalt, mely Orbán Gábor könyvtáros fáradhatatlan munkájának köszönhetően azóta is a legfontosabb francia nyelvű magyar irodalmi site, próbafordításokkal és valamennyi francia nyelvű magyar irodalmi megjelenéssel.

### Kultúra stratégia és az oktatás
Részt vett abban a – magyar kulturális intézetek igazgatói által alkotott, Krasztev Péter által vezetett – munkacsoportban, amelyik kidolgozta a magyar kultúra külföldi terjesztésének első stratégiáját.
A budapesti Francia Intézet igazgatójával a franciaországi magyar szülők kérésére éveken át közbenjártak annak érdekében, hogy a Saint-Germain-en-Laye-ben működő Nemzetközi Gimnáziumban „magyar szekciót” lehessen indítani. Bár végül nem ott, hanem a párizsi Le Lycée Jacques-Decour gimnáziumban 2010-ben beindult a középiskolai magyar oktatás, heti egyszeri két órában. Ez a kurzus felkészíti a tanulókat arra, hogy magyar nyelvből mint harmadik nyelvből (LV 3) bármelyik franciaországi gimnáziumban leérettségizzenek.

### Brandépítés az intézet falain kívül és belül
„A cél az, hogy ezek a brandek külön-külön is vonzzák a közönséget.”
- Derdák András vezetését a Magyar Intézetben a korlátozott anyagi lehetőségek mellett a koncepcionális arculatépítés jellemezte.[55] Az épület homlokzatának kivilágításával, és óriásmolinók kihelyezésével szó szerint láthatóvá tette az intézetet. Lapis András Nő kalap alatt című szobrát kihelyezve az utcára, a padon ülő rézlány az épület jelképévé, sőt városi játékok állomáshelyévé vált, még a Google Earth is jelöli.
- A korábban a nagyközönség elől elzárt 150 m²-es tetőteraszt Derdák kinyittatta. A kint tanuló magyar diákok és a francia ifjúság körében szájról-szájra járt a romantikus nyár esti program, a PMI szabad ég alatti mozija, a Silent Cinema. A Bindics Gábor aktív közreműködésével létrejött produkció során a vendégek – a szomszédok zavarása nélkül – fülhallgatóval a fejükön nézték a magyar filmeket: Párizs felett, kellemes borozgatás közepette, gyönyörű panorámával a háttérben...
- A PMI kreatív csapata a terek belső átszervezésével a funkciójuknak jobban megfelelő tereket hoztak létre. Például a könyvtár helyén egy Vasarely nevével fémjelzett galériát nyitottak, amelyet a Franciaországban élő unoka bevonásával Vasarely kiállítással avattak fel. A hiteles munkának hamar híre ment, így már a Pompidou-központtal is dolgozhattak.[56]
- Fontos változást hozott az intézet életébe a párizsi magyar Főkonzulátus 2009-es elköltözése az épületből. Derdák hosszú évekig közvetített a konzulátust felügyelő Magyar Külügyminisztérium és az intézetért felelős kulturális tárca között. 18 éves probléma oldódott meg azzal, hogy a szigorú biztonsági rendszabályok betartására kötelezett konzulátusnak új helyiséget találtak, és így a magyar intézet még nyitottabbá válhatott.
- 4 év engedélyeztetési huzavona után az intézet falain belül működő – kéthetes vetítésekkel jelentkező – mozihelyiségnek Derdák végre külön arculatot adhatott és elindíthatták a francia Art-mozi-hálózatba való bejegyzését. Így 2011-től, a franciák által hivatalosan akkreditált művészmoziként, már alkalmas akár napi vetítésekre is, és programja bekerülhet a francia programajánlókba.[57]

## Fesztiválok
2011. január 1-je óta, mióta diplomáciai megbízatása lejárt, másképpen próbálja elérni a franciákat. Feleségével, Földes Anita újságíróval a magyar országimázs mára egyik legismertebb szimbólumát, a Szigetet népszerűsítette Franciaországban, valamint Belgium és Svájc francia területein. 2011-től, 2019-ig a Sziget külön, speciális frankofón kempinggel és francia étteremmel is kényeztette a vendégeit. A Szigeten kívül az Exit festival, az Electric Caste, a Balaton Sound fesztiválok francia képviseletét is ellátta a vírus okozta, és a fesztiválokat roppant nehéz helyzetbe sodró 2020-as esztendeig. Azóta is rendszeresen megszólal különféle kulturális stratégiát, országimázst érintő kérdésekben, kulturális műsorokban. Az április 3-i magyar választásokon Cévénnements nevű cégével főszervezője a Magyar Tavasz nevű, hét európai nagyvárosban megrendezett eredményváró fesztiváloknak.

## Árnyék podcast
2020-ban, az angliai Portsmouth-ban, Pajer Kristóf felkérésére alapító szereplője lett a két hetente jelentkező Árnyék podcastnak. A László Pál által moderált, többnyire állandó beszélgetőtársak (Pajer és Derdák mellett Pettik Ági, Bán András és néha Szilágyi Stefánia) részvételével zajló kb. egy órás beszélgetések a magyar (bel)politikai kérdések külföldi aspektusait vetik össze a csak magyarul hozzáférhető információkkal.

## #kastélyprojekt[64]
2021 decemberében látogatta meg először azt az épületet Val d'Aigoual-ban, amely első helyszíne lett terveinek. A mediterrán partvidék északi szélén, a Massif central (Francia-középhegység) déli lábánál található Cévennes régió nem csak Franciaország legnagyobb természetvédelmi övezete, de sok száz éve a menekültek, a központi hatalommal szemben állók egyik menedéke is. Befektetők segítségével ebben mesés természeti környezetben indítja el ökoturizmusra és kultúrára alapozott új vállalkozását 2023-ban. Az un. "Harmadik hely" gazdasági lába vendéglátásra  és turizmusra  épül, míg a kulturális-közhasznú lábát képviselő Bonjourcava  egyesület a közösségi életről gondoskodik.
Itt, az Hors du Temps-ben indította útjára 2025 áprilisában a Mentőcsónak projektet, melynek keretében néhány hetes-egy hónapos ösztöndíjat kínálnak Val d'Aigoual-ban szabad művészeknek és társadalomtudósoknak. A kezdeményezéshez azonnal csatlakozott Péterfy Gergely író, az Umbriai Magyar Köztársaság alapítója, valamint a Marrákesben alkotóházat  működtető Gauder Milán közgazdász.